# Анненка (муниципальный округ Егорьевск)
А́нненка — деревня в муниципальном округе Егорьевск Московской области России.

## География
Деревня Анненка расположена в южной части муниципального округа Егорьевск, примерно в 31 километрах к юго-востоку от города Егорьевск. В 2 километрах к северу от деревни протекает река Цна. Высота над уровнем моря 113 метров.

## Название
Деревня возникла в середине XIX веке на земле, принадлежавшей полковнику Д. Д. Засецкому. Названа по имени его жены Анны.

## История
Деревня возникла в середине XIX века путём выселения части крестьян из деревни Голыговщино Егорьевского уезда и деревни Келец Рязанского уезда. Деревня принадлежала помещику Засецкому. После 1861 года деревня вошла в состав Лелеческой волости Егорьевского уезда. Приход находился в селе Куплиям.
В 1926 году деревня входила в Анненский сельсовет Лелеческой волости Егорьевского уезда.
До 1994 года Анненка входила в состав Куплиямского сельсовета Егорьевского района, а в 1994—2006 годы — Куплиямского сельского округа.
До 2015 года входила в состав городского поселения Рязановский.
В 2015 году вошла в состав городского округа Егорьевск, образованного в том же году путем упразднения Егорьевского района и объединения всех его поселений в единый городской округ.

## Демография
В 1885 году в деревне проживало 300 человек, в 1905 году — 456 человек (229 мужчин, 227 женщин), в 1926 году — 438 человек (203 мужчины, 235 женщин). По переписи 2002 года — 36 человек (15 мужчин, 21 женщина). Население — 33 человека (2010).
| 1859 | 1868 | 1885 | 1905 | 1926 | 2002 | 2006 |
| ---- | ---- | ---- | ---- | ---- | ---- | ---- |
| 168  | ↗190 | ↗300 | ↗456 | ↘438 | ↘36  | ↗37  |
| 2010 |      |      |      |      |      |      |
| ↘33  |      |      |      |      |      |      |